# Charles Maerschalck
Charles Maerschalck (ur. w 1887, zm. 6 marca 1954 w Cannes) – belgijski gimnastyk, medalista olimpijski.
W 1920 r. reprezentował barwy Belgii na letnich igrzyskach olimpijskich w Antwerpii, zdobywając brązowy medal w ćwiczeniach z przyrządem drużynowo. 